# Тед Лапідус
Тед Лапідус (фр. Ted Lapidus) — французький кутюр'є. Народився 23 червня 1929 року. Помер 29 грудня 2008 року.

## Біографія
Лапідус народився 23 червня 1929 року в Парижі в сім'ї вихідців з Росії. Його батьки: Robert Lapidus і Cecile Guitine. Навчався в японській технічній школі в Токіо, а також в Марселі і Парижі.
Син російського емігранта (кравця) в один прекрасний день 1951 року відкрив свій маленький бутік, який незабаром став популярний. Провів декілька місяців з Крістіаном Діором.
Його репутація як закрійника, якому немає рівних, швидко знайшла загальну популярність, і в 1963 році його підприємство увійшло до складу «La belle jardini e’re» для серійного випуску «Pret а Porter» .
Пізніше Лапідус відкрив салон в Парижі в кварталі Марбеф, випускаючий «Pret а Porter» лінію «Ted» і керований його братом.

## Досягнення
Французький кутюрье, який одягав учасників «The Beatles», Алена Делона, Бриджіт Бардо, Френка Сінатру. Серед його революційних нововведень було використання елементів військової форми в одязі (1966), куртки сафарі (1968), морські блейзери. Він вперше ввів джинси і стиль унісекс в світ високої моди (1965).
Випускав парфуми «Ted Lapidus» в партнерстві з Oreal (1970), духи «Pour homme» (1987) і «Fantasmes» (1992).
Примітно, що Лапідус сам підбирав музику для своїх показів мод, його яскрава харизма дозволяла виражати свою креатівність у світі, повному рамок і умовностей.

## Останні дні
Останніми роками Тед Лапідус передав все модельерниє поділа своєму синові Оліверу Лапідусу (з 1989), а сам спеціалізувався з 2000 на парфумах та розкішних годинниках.
Помер від наслідків дихальної недостатності і лейкемії в госпіталі міста Канни у Франції (Mougins). Похований на кладовищі Пер-Лашез в Парижі.